# Xã North Shenango, Quận Crawford, Pennsylvania
Xã North Shenango (tiếng Anh: North Shenango Township) là một xã thuộc quận Crawford, tiểu bang Pennsylvania, Hoa Kỳ. Năm 2010, dân số của xã này là 1.410 người.